# Chauliodoniscus reyssi
Chauliodoniscus reyssi är en kräftdjursart som först beskrevs av Chardy 1974.  Chauliodoniscus reyssi ingår i släktet Chauliodoniscus och familjen Haploniscidae. Inga underarter finns listade i Catalogue of Life.